# Teddy Hill
Teddy Hill (Birmingham (Alabama), 7 december 1909 - Cleveland, 19 mei 1978) was een Amerikaanse jazz-saxofonist en -klarinettist, bigbandleider, componist en de manager van de club Minton's Playhouse.
Hill begon op de drums en trompet, later volgde de saxofoon. Hij speelde in New York met de Whitman Sisters, George Howe, Frank Bunch & His Fuzzy Wuzzies en het orkest van Luis Russell. In 1934 begon hij met succes zijn eigen bigband, die regelmatig speelde in de Savoy Ballroom en optrad voor NBC-radio. De band nam platen op (voor ARC, Vocalion en Bluebird) en toerde in 1937 in Engeland en Frankrijk. Over de jaren heen (tot ongeveer 1937) speelden in het orkest mannen als Roy Eldridge, Bill Coleman, Frankie Newton en Dizzy Gillespie (de eerste op de plaat gezette solo's van Gillespie waren met de band van Hill). 
In 1940 werd hij manager van Minton's Playhouse in Harlem, waar nachtelijke jamsessies leidden tot de geboorte van de bebop, dankzij spelers als Thelonious Monk, Kenny Clarke en Charlie Christian. Hill werkte voor Minton's Playhouse tot 1969, waarna hij manager werd van 'Baron Lounge'.
Hill speelde mee op opnames van onder meer Louis Armstrong, Henry Red Allen, King Oliver, Albert Nicholas, J.C. Higginbotham, Victoria Spivey, Hoagy Carmichael en Eddie Condon.
Hill kreeg in 1945 een dochter met zangeres Bonnie Davis, Melba Hill, de latere disco- en soulzangeres Melba Moore.

## Discografie
- Dance with His NBC Orchestra, EPM, 1992 ('albumpick' Allmusic.com)
- Uptown Rhapsody, Hep Records, 1995
- 1935-1937, Classics, 1996

- Bibliothèque nationale de France: cb138952237 (data)
- Gemeinsame Normdatei: 1118878299
- International Standard Name Identifier: 0000 0000 5514 001X
- Library of Congress Control Number: n91110695
- MusicBrainz: bd05f3cc-5b52-4872-bb29-f4c979dfecf9
- Nationale Bibliotheek van Tsjechië: ola2002159363
- Nationale Bibliotheek van Israël: 987007416082705171
- Nederlandse Thesaurus van Auteursnamen: 108466582
- Istituto Centrale per il Catalogo Unico: UM1V030891
- Système universitaire de documentation: 156510405
- Virtual International Authority File: 34643425
- WorldCat: E39PBJmpb8rxrqYy7jbDXpm8G3